# 王芳 (正統進士)
王芳（1406年—？），字宇直，江西撫州府金谿縣人，民籍。明朝政治人物。進士出身。

## 生平
應天府鄉試第三十四名。正統十三年（1448年）戊辰科會試第一百二十八名，殿試登進士第三甲第三十名。

## 家族
曾祖父王謙和。祖父王仕允。父亲王宗睿。